# Krištof 03
Krištof 03 (také Krištof 3, česky Kryštof 03) je volací znak a všeobecně rozšířené označení vrtulníku a základny letecké záchranné služby v Prešovském kraji na Slovensku. Základna letecké záchranné služby se nachází na Letišti Poprad - Tatry nedaleko Popradu v Prešovském kraji. Letecká záchranná služba byla v Popradě poprvé do provozu uvedena 7. prosince 1987. Jednalo se o třetí stanici letecké záchranné služby na území Československa, která byla uvedena do provozu. Prvním provozovatelem byl státní podnik Slov-Air, který pro potřeby letecké záchranné služby používal sovětské vrtulníky Mil Mi-8. Trvalá pohotovost byla zahájena v květnu 1989 s vrtulníkem Mil Mi-2. V současné době je provozovatelem základny a vrtulníku společnost Air - Transport Europe (ATE), která leteckou záchrannou službu zajišťuje jako nestátní zdravotnické zařízení. Společnost ATE převzala provoz této stanice 1. dubna 1995. Zpočátku používala stroj Eurocopter AS 355N Ecureuil 2, od června 2003 jsou používány pro leteckou záchrannou službu moderní dvoumotorové vrtulníky Agusta A109K2. Provoz stanice je nepřetržitý. Základna Krištof 03 pokrývá svou polohou především oblasti Západních a Vysokých Tater.

## Nehoda
17. července 2015 došlo k nehodě záchranářského vrtulníku Agusta A109K2 registrační značky OM-ATB. Vrtulník odstartoval na pomoc desetiletému německému chlapci ze základny Krištof 03 v Popradě. Nedaleko obce Hrabušice se však stroj zachytil do drátů elektrického vedení a zřítil se z výšky přibližně 50 metrů do řeky Hornád v rokli Prielom Hornádu ve Slovenském ráji. Na místě nehody zahynula celá čtyřčlenná osádka vrtulníku – pilot, lékař, zdravotnický záchranář a záchranář horské služby.